# Aura Lolita Chavez Ixcaquic

Aura Lolita Chavez Ixcaquic, surnommée Lolita, est originaire des territoires de l’ouest du Guatemala. Elle est membre du Conseil du peuple quiché, « un ensemble de communautés qui se sont organisées pour défendre leurs territoires, leur droit à l’autodétermination et aussi les droits à la vie telle que la souhaitent les peuples indigènes ». Elle milite également contre les violences faites aux femmes.
Le 4 juillet 2012, elle assiste à une manifestation pacifique contre le maire de Santa Cruz del Quiché, membre du Parti patriote au pouvoir. Au retour, son bus est pris en embuscade par un groupe d'hommes armés de machettes, de couteaux et de bâtons. Quatre femmes sont blessées.
Menacée de mort, dans son pays, en 2016 et le 7 juin 2017, nommée pour le prix Sakharov 2017, elle est finaliste, mais n'obtient pas la récompense.